# George Tomkyns Chesney
Sir George Tomkyns Chesney (Tiverton, 30 aprile 1830 – Bayswater, 31 marzo 1895) è stato un generale e scrittore britannico. 
È ricordato soprattutto per il suo romanzo fantapolitico La battaglia di Dorking, spesso considerato uno dei primi esempi della fantascienza britannica, con una notevole influenza nelle opere successive contribuendo alla nascita del filone della "letteratura d'invasione" e della "guerra futura".

## Biografia
Dopo aver frequentato l'accademia militare ad Addiscombe (Croydon), nel 1848 entrò come sottotenente nel corpo degli ingegneri in Bengala; durante i moti indiani del 1857, servì come ingegnere sul campo nella battaglia di Badli-ke-serai e come capo brigadiere degli ingegnere nell'assedio di Delhi, nel quale fu ferito gravemente. Nel 1860 fu messo a capo di un dipartimento correlato alle opere pubbliche; un suo saggio di otto anni dopo, Indian Polity, che trattava dell'amministrazione dei vari dipartimenti del governo indiano, attirò notevole attenzione.
Nel 1871 pubblicò (inizialmente anonimamente) sul Blackwood's Magazine una storia breve intitolata La battaglia di Dorking, che immagina un'invasione dell'Inghilterra da parte delle forze tedesche; il racconto, pubblicato subito dopo la sconfitta della Francia nella guerra franco-prussiana, cavalcò l'onda dell'ansia collettiva generata dal conflitto, e riscosse molto successo, venendo ripubblicato e tradotto più volte, ed è considerato il primo esempio del genere letterario detto "d'invasione". Chesney scrisse successivamente alcuni altri romanzi (come The New Ordeal, The Dilemma, The Private Secretary e The Lesters).
Sempre nel 1871, fondò il Royal Indian Civil Engineering College a Staines. Tra il 1886 e il 1892 (anno in cui, dopo una serie di promozioni, raggiunse il grado di generale e lasciò l'India) fu responsabile di molte riforme militari del sistema indiano. Entrato nel parlamento per Oxford tra le file dei conservatori, fu presidente del comitato dei membri di servizio alla camera dei comuni, fino alla sua morte improvvisa nel marzo 1895.
È sepolto all'Englefield Green Cemetery.